# Dairon Blanco
Dairon Alberto Blanco Joseph (Amancio, 2 de octubre de 1992-Cienfuegos; 16 de noviembre de 2020) fue un futbolista cubano que jugaba como mediocampista en el Las Tunas y en la selección de fútbol de Cuba, en la cual solo marcó un gol.

## Carrera
Dairon Blanco jugaba en el Las Tunas de su provincia natal Las Tunas, donde debutó en 2010.

## Clubes
| Club      | País | Años        |
| --------- | ---- | ----------- |
| Las Tunas | Cuba | 2010 - 2020 |

## Participación en torneos internacionales
| Torneo                     | Resultado     |
| -------------------------- | ------------- |
| Copa del Caribe de 2014    | Semifinales   |
| Clasificación Mundial 2018 | Segunda ronda |

## Fallecimiento
Dairon Blanco falleció a raíz de un accidente de tránsito en la autopista nacional, en un tramo cercano a la provincia de Cienfuegos. Tenía veintiocho años.